# محاكمة الحيوان

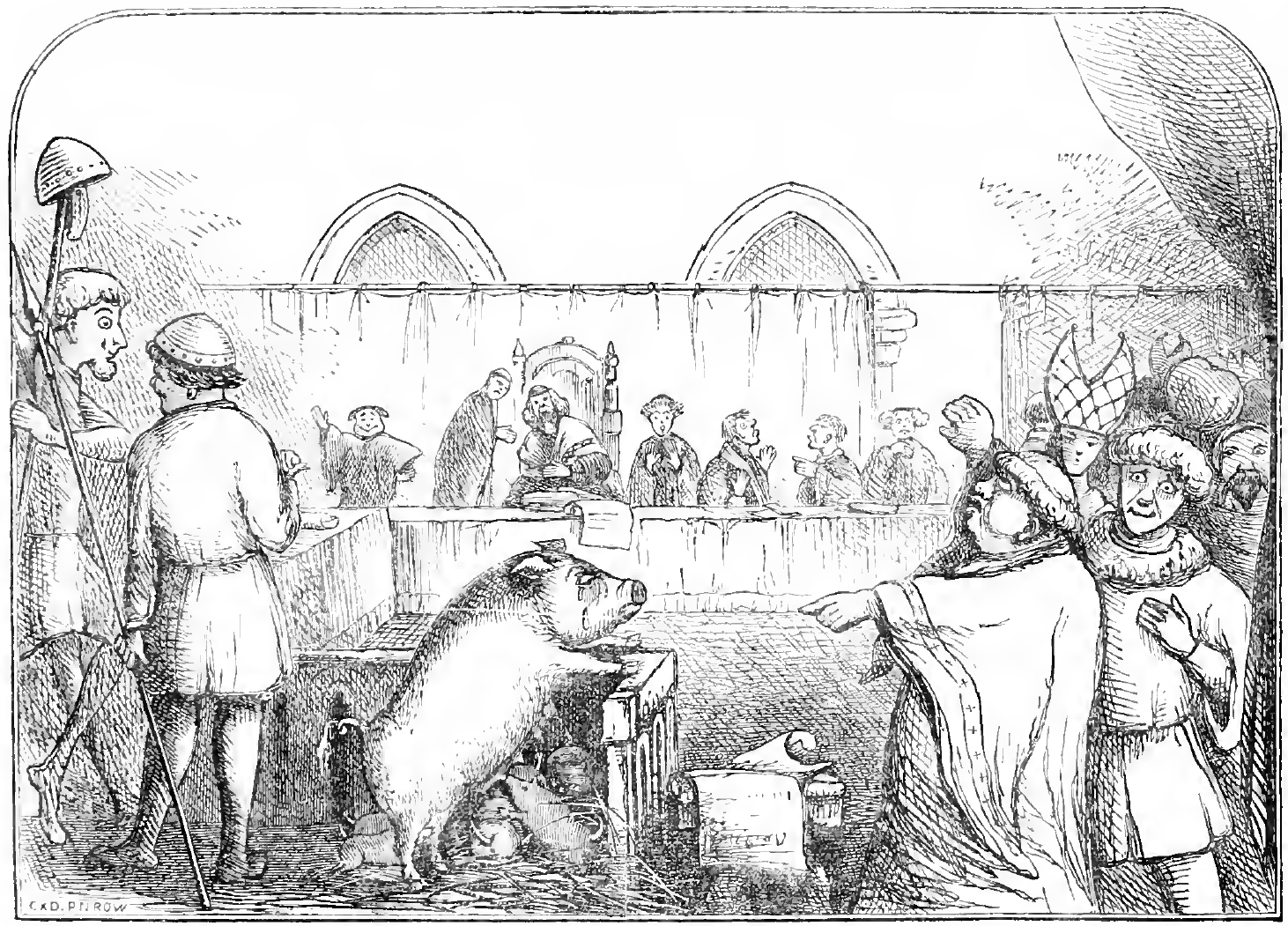
رسم من "كتاب تشامبرز للأيام" يظهر محاكمة خنزيرة ومجموعة من صغارها بتهمة محاولتهم قتل طفل في عام 1457م، وقد ثبتت التهمة على الأم بينما تمَّت تبرأة صغارها.

محاكمة الحيوان في تاريخ القانون هي محاكمة جنائية لكائنٍ حيّ غير بشري. تشير السجلات التاريخية إلى وقوع محاكمات من هذا النوع في أوروبا بين القرنين الثالث عشر والثامن عشر، لكن في الوقت الحالي، تعتبر معظم الأنظمة القانونية الجنائية الحيوانات كائنات تفتقر إلى الإحساس الأخلاقي (القدرة على إصدار الأحكام الأخلاقية أو إداركها)، ومن ثم فإنَّه من غير الممكن معاقبتها على ارتكاب الجرائم الجنائية.

## التاريخ
واجهت الحيوانات - بما في ذلك الحشرات - إمكانية الاتهام والمحاكمة بالجناية لقرونٍ عديدة في الكثير من نواحي أوروبا. أقدم حالة مسجلة معروفة لمحاكمة حيوانٍ في أوروبا كانت إعدام خنزير عام 1266، في بلدة فونتيني-أوكس-روزس شمال فرنسا. واستمرَّت منذ ذلك الحين أمثال هذه المحاكمات حتى القرن الثامن عشر. كان يَمثُلُ الحيوان المتهم أمام الكنيسة والمحاكم القضائية في الآن ذاته، وكانت التهم المزعومة تتراوح من القتل إلى الإضرار بالممتلكات. كثيراً ما كانت تُسمَع آراء الشهود البشر في المحاكمات، وكثيراً أيضاً ما كانوا يحصلون على محامين في المحاكم الكنسيَّة الكلاسيكية، رغم أن ذلك لم يكن يُطبَّق في المحاكم العادية. عندما كانت تثبت التهمة، كانت العقوبة المُقرَّرة هي غالباً إما الإعدام أو النفي.
كانت تنتمي الحيوانات المعرَّضة للمحاكمة دوماً إلى صنفين، إمَّا الحيوانات المستأنسة وهي غالباً الخنازير وكذلك الأبقار والثيران والأحصنة، أو آفات ضارة مثل الجرذان والسوس. وقد شملت الأحكام القضائية أيضاً حيوانات أخرى غير مرتكبةٍ للجرائم، مثل تلك التي يُشَكُّ بأنها تؤوي أرواحاً أو تتصرَّف ببهيمية، وفي هذه الحالة كان يمكن إعدامها حرقاً، إلا إنَّه من النادر أن تتلقَّى محاكمة.
بحسب كتاب يوهانس غروس الذي ألَّفه عام 1624 "Kurze Basler Chronik"، فقد تعرَّض ديك في سنة 1474 للمحاكمة بسبب "الجريمة الشائنة غير الطبيعية بوضع بيضة"، وقد تخوَّف أهالي البلدة من أن البيضة التي باضها الديك كانت من عمل إبليس، وخشوا أنها احتوت وحش كوكاتريس الأسطوري. رغم ذلك، فقد ثار جدلٌ حول ما إذا كان من الممكن أن يكون فعلاً ثمة ديك قد وضع بيضة.